# Ján Mazúr
Ján Mazúr (17. srpna 1902 Turčianský Svätý Martin – 27. nebo 28. října 1972 Martin) byl slovenský a československý politik za Komunistickou stranu Slovenska (respektive za KSČ), poslanec Prozatímního Národního shromáždění, Národního shromáždění Československé socialistické republiky a Sněmovny lidu Federálního shromáždění.

## Biografie
Byl synem chudého stolařského mistra. Otec odešel za prací do Ameriky a Ján ve věku devíti měsíců s matkou přesídlil do USA. V meziválečném období žil opět na Slovensku, stal se členem odborové organizace a vstoupil do KSČ. Pomáhal budovat lokální organizační síť komunistické strany.
Do roku 1944 pracoval jako dělník v Martině. Patřil mezi organizátory Slovenského národního povstání. Byl členem povstalecké Slovenské národní rady. Na sjednocovacím sjezdu KSS v září 1944 byl zvolen do Ústředního výboru Komunistické strany Slovenska.
Po 2. světové válce byl v letech 1945-1946 poslancem Prozatímního Národního shromáždění za KSS. V parlamentu setrval do parlamentních voleb v roce 1946. Po osvobození zastával rovněž funkci předsedy ONV (1945–1946) a později MNV v Martině. Byl též ředitelem továrny na celulózu v Gemerské Hôrce. Byl funkcionářem Slovenské odborové rady.
V letech 1964-1968 zasedal jako poslanec v Národním shromáždění Československé socialistické republiky. Do zákonodárných sborů nastoupil i koncem 60. let 20. století po federalizaci Československa, kdy se v letech 1969-1971 stal poslancem Sněmovny lidu Federálního shromáždění.
Byl mu udělen Řád republiky, Řád práce a sovětský Řád rudé hvězdy. Zemřel v pátek 27. října 1972 ve večerních hodinách (uváděno i datum úmrtí 28. října 1972), po těžké a dlouhé nemoci.